# Dziewczyny z przemytu
Dziewczyny z przemytu (org. Human Trafficking) – amerykańska-kanadyjski dwuodcinkowy miniserial kryminalny z 2005 roku.
Treścią serialu są działania agentów amerykańskiej Immigration and Customs Enforcement, walczących z przestępcami zajmującymi się handlem ludźmi.

## Obsada[1]
- Mira Sorvino – agent Kate Morozov / Katya Morozova
- Donald Sutherland – agent Bill Meehan
- Robert Carlyle – Sergei Karpovich
- Rémy Girard – Viktor Taganov
- Isabelle Blais – Helena Votrubova
- Laurence Leboeuf – Nadya Taganova
- Vlasta Vrána – Tommy
- Céline Bonnier – Sophie
- Mark Antony Krupa – Andrej
- Lynne Adams – Ellen Baker
- David Boutin – Frederick
- Emma Campbell – Samantha Gray
- Sarah-Jeanne Labrosse – Annie Gray
- Michael Sorvino – Misha Morozov
- Morgane Slemp - Susan
- Anna Hopkins – Katerina
- Dawn Ford - Viktoria Votrubova